# جاك ريمي
جاك ريمي (3 مارس 1972 في فرنسا - ) (بالفرنسية: Jacques Rémy)‏ هو لاعب كرة قدم فرنسي في مركز الهجوم. شارك مع منتخب فرنسا تحت 18 سنة لكرة القدم. أما مع النوادي، فقد لعب مع نادي إستر ونادي باو ونادي تولون ونادي روان ونادي ستراسبورغ ونادي غرونوبل ونادي كاسي كارنو ونادي كاين ونادي مارتيغ وA.D. Municipal Liberia ‏ وStade Beaucairois FC ‏ وUS Marseille Endoume ‏.

## وصلات خارجية
- جاك ريمي على موقع قاعدة بيانات كرة القدم.إي يو (الإنجليزية)
- جاك ريمي على موقع ليكيب (الفرنسية)
- جاك ريمي على موقع عالم كرة القدم.نت (الإنجليزية)